# Rhaphium hungaricum
Rhaphium hungaricum är en tvåvingeart som först beskrevs av Becker 1918.  Rhaphium hungaricum ingår i släktet Rhaphium och familjen styltflugor. Inga underarter finns listade i Catalogue of Life.